# ロッカウェイ・ブールバード駅
ロッカウェイ・ブールバード駅（英: Rockaway Boulevard）は、クイーンズ区のロッカウェイ・ブールバードとリバティ・アベニュー交差点に位置するニューヨーク市地下鉄INDフルトン・ストリート線の駅である。A系統が終日停車する。
駅でINDロッカウェイ線が分岐する。そのため、当駅以東及び以南では運転間隔が大きくなる。

## 歴史
駅は1915年9月25日にクイーンズ区にあるフルトン・ストリート高架線の他の6駅とともに開業した。
1928年4月8日に東行列車が事故を起こした。死者1名のほか30名が負傷した。
1956年4月29日よりINDの列車が走るようになった。3か月後にロングアイランド鉄道ロッカウェイ・ビーチ支線を流用したINDロッカウェイ線が開業し乗り換え駅となった。
2015年に駅は改装された。

## 駅構造
| P ホーム階 | 相対式ホーム、右側ドアが開く | 相対式ホーム、右側ドアが開く |
| P ホーム階 | 北行緩行線                   | ← インウッド-207丁目駅行き (88丁目駅) ← 深夜帯シャトル列車：ユークリッド・アベニュー駅行き (88丁目駅) |
| P ホーム階 | 混雑方向急行線               | → 定期列車なし |
| P ホーム階 | 南行緩行線                   | → ファー・ロッカウェイ-モット・アベニュー駅行き、ロッカウェイ・パーク-ビーチ116丁目駅行き (アケダクト駅) → → オゾン・パーク-レファーツ・ブールバード駅行き (104丁目駅) → (定期列車なし：オゾン・パーク-レファーツ・ブールバード駅) |
| P ホーム階 | 相対式ホーム、右側ドアが開く | |
| M          | 改札階                       | 改札口、駅員詰所、メトロカード券売機 |
| G          | 地上階                       | 出入口 |

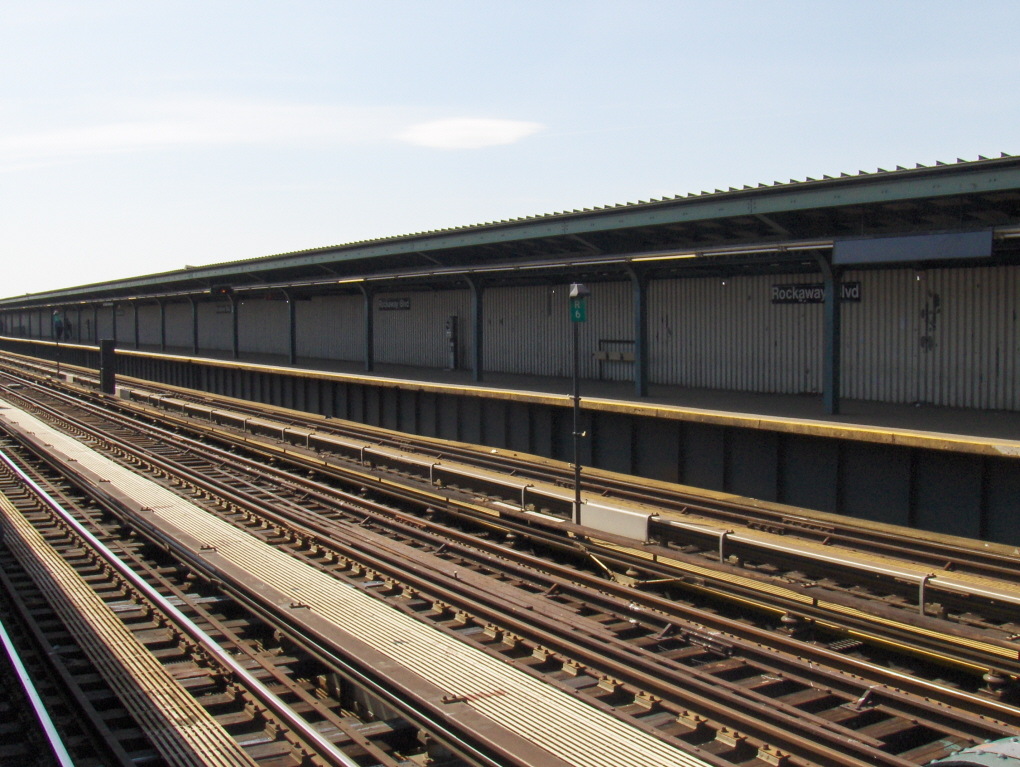
改装前のホーム

駅は相対式ホーム2面3線で中央線に定期列車は走らない。この中央線は南でINDロッカウェイ線の北行になるがオゾン・パーク-レファーツ・ブールバード駅方面には行くことができない。

### 出口
西側の改札は終日営業である。地上へはウッドヘイブン・ブールバード、クロス・ベイ・ブールバード及びリバティ・アベニュー交差点の北西・南西に出る。
また、東側の96丁目に出る改札は無人で地上へは96丁目とリバティ・アベニュー交差点北東・南東に階段が1つずつ設置されている。